# Pyriculariopsis parasitica
Pyriculariopsis parasitica är en svampart som först beskrevs av Sacc. & Berl., och fick sitt nu gällande namn av M.B. Ellis 1971. Pyriculariopsis parasitica ingår i släktet Pyriculariopsis, divisionen sporsäcksvampar och riket svampar.   Inga underarter finns listade i Catalogue of Life.